# Remote Desktop Protocol

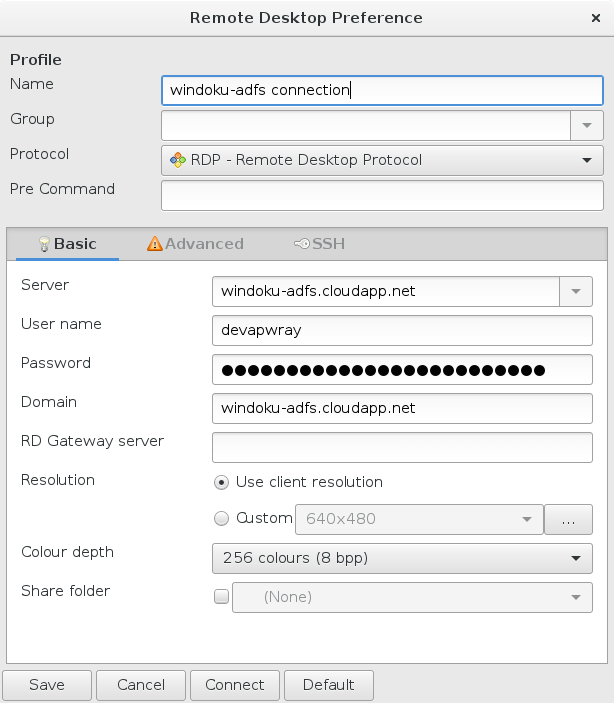
Esistono diversi software per collegarsi tramite il protocollo RDP. Remmina è un esempio.

RDP (Remote Desktop Protocol) è un protocollo di rete proprietario sviluppato da Microsoft, che permette la connessione remota da un computer a un altro utilizzando l'interfaccia grafica (GUI) di Windows, usando di default la porta TCP e UDP 3389.
I client RDP esistono per la maggior parte delle versioni di Microsoft Windows, Linux, Unix, macOS, Android, iOS e altri. I server RDP ufficiali esistono per i sistemi operativi Windows nonostante ne esistano anche per i sistemi Unix-Like..
L'applicazione (che usa il protocollo in oggetto) compresa in Microsoft Windows si chiama Connessione Desktop remoto (acronimo RdP).
I classici utilizzi di sessioni RdP sono:
- gli utenti si connettono al loro PC remoto oppure al proprio ambiente utente riservato sul server; con la diffusione della VPN e, soprattutto, delle soluzioni SaaS questo genere di impiego è molto diminuito nel tempo;
- i sistemisti (sys admin) si connettono al server o agli altri servizi di rete per eseguire operazioni amministrative senza dover avere accesso fisico agli apparati che eseguono i servizi o le applicazioni di dominio.

È ovvio che la macchina che esegue il sistema da raggiungere da remoto deve essere accesa.

## FreeRDP
FreeRDP è una implementazione libera del protocollo RDP. Esso rispetta le Microsoft Open Specifications ed è disponibile sotto i termini della licenza Apache 2.0.